# Nederlandse Gereformeerde Kerk (Vrouwenpolder)
De Nederlandse Gereformeerde Kerk is een kerkgebouw van de Nederlandse Gereformeerde Kerken in Vrouwenpolder, Zeeland. Het gebouw uit 1903 was oorspronkelijk gebouwd als Gereformeerde Kerk, maar ging na een scheuring in 1945 over naar de Gereformeerde Kerken Vrijgemaakt. In 2023 is dit kerkgenootschap opgegaan in de Nederlandse Gereformeerde Kerken. Het kerkgebouw, gelegen aan de Schoolstraat, is ontworpen in neogotische stijl.

## Geschiedenis
Op 13 april 1887 werd in Vrouwenpolder de Nederduitsche Gereformeerde Kerk (doleerende) opgericht door dominee P.J.W. Klaarhamer. Ds. Klaarhamer was geschorst door de Nederlandse Hervormde Kerk, waarna hij zich op 8 maart 1887 bij de Doleantie aansloot en een dolerende kerk stichtte in Middelburg. Deze gemeente kwam vanaf 1888 samen in de nieuwgebouwde Noorderkerk. In Vrouwenpolder werd, na een vergadering met stemgerechtigde gemeenteleden, op 12 april 1887 door de Hervormde kerkenraad besloten om ook in Doleantie te gaan. De kerkvoogden bleven neutraal in de kwestie en bleven de kerkgoederen beschikbaar stellen voor de gemeente. Op 13 april maakte de gemeente zich los van het Algemeen Reglement van 1816 en stelde zich onder de Dordtse Synode.
De burgemeester werd op de hoogte gesteld van dit besluit. Als hoofd van de politie werd aan hem gevraagd de gemeente voor mogelijke bemoeilijking te beschermen, echter, enkele dagen later kwam hij met ongeveer drie hervormde predikanten naar de kerk om deze te sluiten. Deze sluiting werd door de kerkvoogden niet ongedaan gemaakt. In Serooskerke, welke gemeente ook dolerende was geworden, was een vergelijkbaar geval geweest, wat werd aangevochten door de gemeente bij de rechter. De kerkvoogden in Vrouwenpolder besloten het oordeel van de rechter af te wachten. In afwachting hiervan kerkte de gemeente in verschillende schuren en in juni 1887 werd besloten om een houten hulpkerk te bouwen aan de Schoolstraat. Deze kerk werd op 2 september ingewijd.
In november 1887 eiste de Hervormde classis van Middelburg dat de kerkenraad van Vrouwenpolder afstand zou doen van alle bezittingen en zo niet een bedrag van duizend euro verschuldigd was. In december kwam de zaak voor de rechtbank in Middelburg. Uiteindelijk werd de zaak gewonnen door de Hervormde classis waardoor de Pelgrimskerk aan het restant van de Hervormde gemeente werd toegewezen en de dolerenden in de houten hulpkerk bleven kerken. In 1892 gingen de dolerenden, als onderdeel van de landelijke fusie van de Christelijke Gereformeerde Kerk en de Nederduits Gereformeerde Kerk, over tot de Gereformeerde Kerken in Nederland. In 1902 werd besloten om op de plaats van de houten kerk een nieuwe stenen kerk te bouwen. Deze zaalkerk werd door architect Guillaume uit Vlissingen ontworpen in neogotische stijl en kon in 1903 in gebruik genomen worden.

## Vrijmaking in Vrouwenpolder

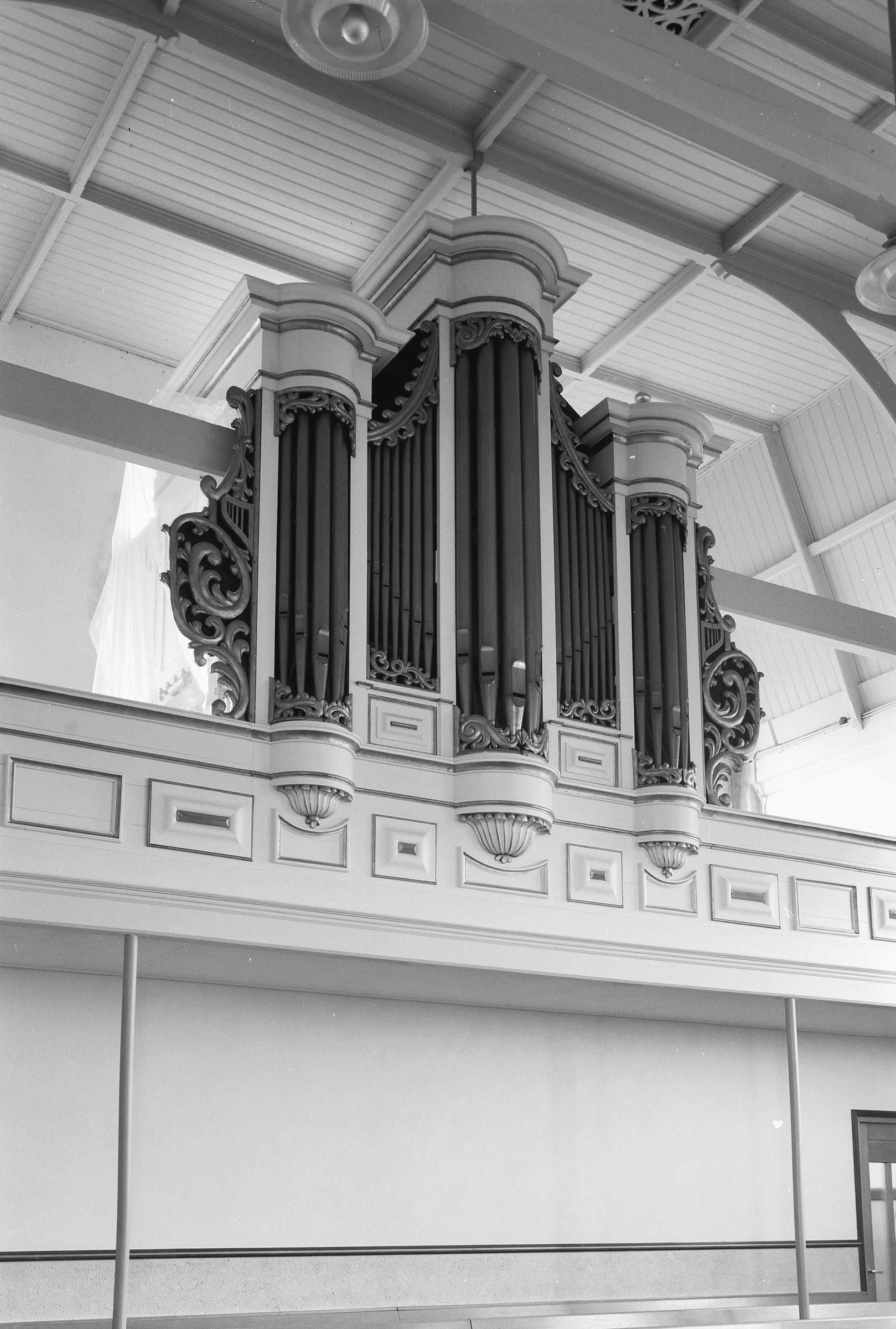
Het Proper orgel in 1965

In januari 1945 vond er een landelijke scheiding plaats in de Gereformeerde Kerken, bekend als de Vrijmaking. Bij de predikanten die zich bij deze afscheiding aansloten was kandidaat Arnold die beroepen was door de gemeente van Vrouwenpolder. Hierdoor kwam de kerkenraad voor het dilemma om ofwel de beroeping van Arnold in te trekken, of om hem te volgen en de gemeente vrij te maken. Op 21 juni besloot de meerderheid van de kerkenraad om zich vrij te maken. De volgende dag was het grootste deel van de gemeenteleden echter tegen en gingen slechts 190 leden over naar de vrijgemaakte kerk. Zoals in 1887 het geval was geweest kwam er de vraag welke gemeente de kerkelijke goederen toekwam. Doordat het grootste deel van de kerkenraad naar de vrijgemaakte kerk was overgegaan, besloot de rechter uiteindelijk om de kerkelijke goederen, inclusief het kerkgebouw toe te wijzen aan de vrijgemaakte kerk. Dit besluit leidde ertoe dat de Gereformeerde Kerk een nieuw kerkgebouw liet bouwen, en de vrijgemaakten in de Schoolstraat bleven kerken.
In 2000 werd besloten om de Gereformeerde Kerk Vrijgemaakt uit Kamperland bij de gemeente van Vrouwenpolder te voegen.  

## Orgel
Het orgel in de kerk werd gebouwd in 1896 door orgelbouwer Proper uit Kampen voor de kapel van Stichting Veldwijk in Ermelo. In 1923 werd deze verkocht en overgeplaatst naar de kerk in Vrouwenpolder. In 1953 werd het orgel gerestaureerd door Madern en Moraal uit Oldenzaal. In 1957 (of 1959) vond er een uitbreiding van het orgel plaats door de firma Verschueren uit Heythuysen, met advies van Dirk Janszn. Zwart. In 1982 vond er weer een uitbreiding plaats door W.N. de Jongh met advies van Charles de Wolff.